# Heather Thomas
Pour les articles homonymes, voir Thomas.
Heather Thomas, née le 8 septembre 1957 à Greenwich dans le Connecticut, est une actrice américaine.

## Carrière
Heather Thomas commence sa carrière en 1978 par des petits rôles à la télévision. Mondialement connue pour l'interprétation de Jody Banks en 1981 aux côtés de Lee Majors dans la série télévisée  L'Homme qui tombe à pic, elle tient ce rôle jusqu'en 1986, date à laquelle la série fut stoppée. Après des apparitions dans plusieurs films jusqu'en 1998, sa carrière d'actrice prend fin.

## Vie privée
Heather Thomas est diplômée de la Santa Monica High School en 1975 et a continué à assister aux cours de l'UCLA Film School, obtenant son diplôme en 1979. Elle a été liée à l'acteur Corbin Bernsen. Elle a surmonté une épreuve de toxicomanie due à la consommation de cocaïne dans les années 1980. Son partenaire de plateau Lee Majors et les studios de la série L'Homme qui tombe à pic ont insisté pour qu'elle se guérisse de sa dépendance à la cocaïne. 
En septembre 1986, un accident de la circulation a failli avoir pour conséquence l'amputation de ses deux jambes. Grâce à de nombreuses greffes musculaires et plus de 30 opérations chirurgicales, ses jambes furent sauvées.
Heather Thomas s'est mariée avec l'avocat Skip Brittenham en octobre 1992. Leur fille, India Rose, est née le 19 juin 2000.

## Filmographie
- 1979 : Co-ed Fever (série TV) : Sandi
- 1981 à 1986: L'Homme qui tombe à pic (série TV) : Jody Banks
- 1982 : Zapped! : Jane Mitchell
- 1983 : La croisière s'amuse (série TV - Love Boat): Wendy Kurren (S6-E25)
- 1983 : La croisière s'amuse (série TV - Love Boat): Lila Pearsell (S7-E7 E8)
- 1987 : Cyclone : Teri Marshall
- 1987 : Ford: The Man and the Machine (téléfilm) : Evangeline Cote
- 1987 : Der Stein des Todes : Merryl Davis
- 1987 : Hoover vs. the Kennedys: The Second Civil War (téléfilm) : Marilyn Monroe
- 1988 : Les Douze Salopards : Mission fatale (The Dirty Dozen: The Fatal Mission) (téléfilm) : Carol Campbell
- 1989 : Rodney Dangerfield: Opening Night at Rodney's Place (téléfilm) : Joan Emery
- 1990 : Red Blooded American Girl : Paula Bukowsky
- 1990 : Flair (feuilleton TV) : Tessa Clarke
- 1993 : Hidden Obsession : Ellen Carlyle
- 1997 : Against the Law : Felicity
- 1998 : My Giant : Showgirl
- 2024 : The Fall Guy de David Leitch : un officier de police (caméo)

## Voix françaises
- Martine Irzenski[2] dans :
  - L'Homme qui tombe à pic (série télévisée, 2e voix)
  - Les Douze Salopards : Mission fatale (téléfilm)
  - The Fall Guy

Et aussi
- Dorothée Jemma dans L'Homme qui tombe à pic (série télévisée, 1re voix)